# Diagramma a bolle

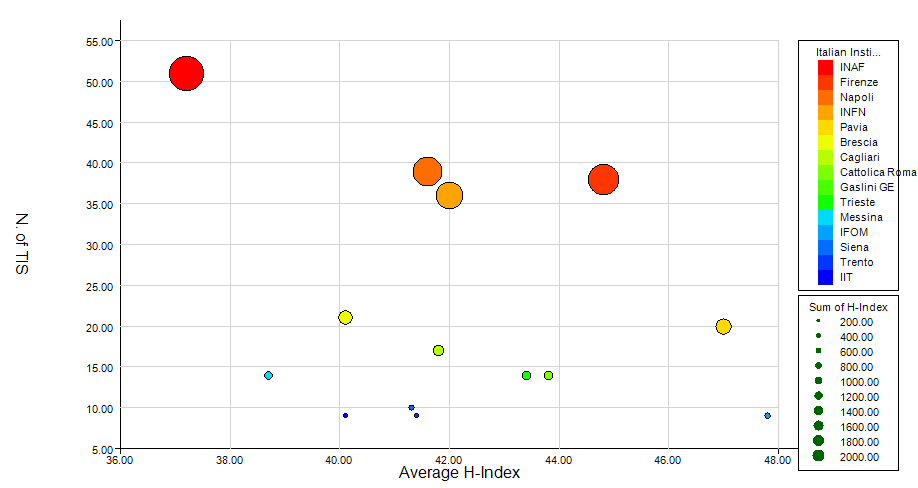
Università italiane in funzione dei loro parametri bibliografici.

Un diagramma a bolle (detto anche bubble chart o bostoniana) è un tipo di grafico in cui ogni entità rappresentata è definita in termini di tre parametri numerici distinti. I diagrammi a bolle sono usati per descrivere relazioni in vari ambiti scientifici.

## Rappresentazione
Le entità rappresentate possono essere confrontate tra loro in base alla loro dimensione e alla loro posizione rispetto agli assi numerici.
Infatti gli assi X e Y di un bubble chart sono scale numeriche, quindi la posizione in cui viene rappresentato un dato, descrive due valori numerici, mentre l'area del disegno dipende dal valore del terzo parametro. Nel disegnare un grafico a bolle è necessario porre attenzione al fatto che l'area del cerchio è proporzionale al quadrato del raggio, quindi, se il raggio viene determinato proporzionalmente al terzo valore il risultato enfatizzerà sproporzionatamente il terzo valore. Per avere una scala pesata correttamente il raggio va scelto in proporzione alla radice quadrata del terzo valore. Questo errore viene commesso comunemente nel disegnare grafici a bolle.

## Esempi d'uso
Un bubble chart può essere considerato come una variazione di un grafico di dispersione dove i punti sono sostituiti con bolle. Questo tipo di grafico può essere utilizzato al posto di un grafico di dispersione se i dati presentano tre serie, ognuna delle quali contiene un insieme di dati.
Nell'ingegneria del software un bubble chart è definito come un diagramma di flusso, una struttura dati o un altro diagramma dove le entità rappresentate sono descritte come bolle e le relazioni tra loro come linee che le collegano.